# Jacobin
Jacobin és una revista trimestral de pensament crític d'orientació socialista amb seu a Nova York. El 2021 el seu tiratge imprès era de 75.000 exemplars.

## Història
La publicació va començar com una revista en línia el setembre de 2010, esdevenint també revista en paper el mateix any. El fundador de Jacobin, l'escriptor Bhaskar Sunkara, la descriu com una publicació radical que «és el producte d'una generació més jove que no està tan lligada als paradigmes de la Guerra Freda que sostenien els vells mitjans intel·lectuals d'esquerra com Dissent o New Politics, però que segueix desitjant confrontar, en lloc de presentar, les qüestions que van sorgir de l'experiència de l'esquerra al segle XX».
En 2014, Sunkara va afirmar que l'objectiu de la revista era crear una publicació que combinés una política decididament marxista amb l'accessibilitat de capçaleres com The Nation, The New Republic, Socialist Worker i International Socialist Review, a fi de «cohesionar el públic al voltant d'un conjunt de idees i interaccionar amb el corrent principal del liberalisme».
Amb la creixent atenció sobre les idees d'esquerra apareguda arran de la campanya presidencial de Bernie Sanders el 2016, la popularitat de Jacobin va augmentar i les subscripcions es van triplicar de 10.000 l'estiu de 2015 a 32.000 partir del primer número de 2017, amb 16.000 nous subscriptors afegits en els dos mesos posteriors a l'elecció de Donald Trump. A la fi de 2016, l'equip editorial de set treballadors de Jacobin es sindicalizà.
La primavera de 2017, Jacobin va treure una revista amb avaluació d'experts, Catalyst. A journal of theory and strategy, que actualment és editada pel professor de sociologia Vivek Chibber de la Universitat de Nova York i un petit consell editorial. El 2020, Catalyst comptava amb 5.000 subscriptors.
El novembre de 2018, es va presentar la primera edició en llengua estrangera de la revista, Jacobin Italia. L'edició brasilera va aparèixer el 2019, i una versió alemanya va començar a publicar-se el 2020, que va sorgir d'Ada, una revista digital independent creada el 2018 que publicava principalment traduccions d'articles de Jacobin.
L'abril de 2020, Jacobin va presentar el seu canal de YouTube amb el programa Weekends amb el comentarista polític Michael Brooks i la presentadora de notícies Ana Kasparian. Brooks va morir sobtadament al juliol de 2020. El maig de 2020, l'antic assessor i redactor de discursos de Bernie Sanders, David Sirota, es va unir a Jacobin com a director general. El mateix any, Jacobin es va convertir en membre afiliat de la Internacional Progressista.
El nom de la revista neix del llibre de 1938 The Black Jacobins: Toussaint-Louverture and the Sant Domènec Revolution, de l'escriptor C.L.R. James, en el qual atribueix als revolucionaris haitians una major puresa pel que fa a la seva afecció als ideals de la Revolució Francesa que als jacobins francesos. La revista religiosa conservadora First Things va criticar la pretensió de Jacobin de representar Toussaint-Louverture, assenyalant el catolicisme devot de Louverture i la seva oposició a les massacres dels antics propietaris d'esclaus.
Segons el director creatiu Remeike Forbes, el logotip Black Jacobin de la revista, que s'utilitza amb freqüència, es va inspirar en una escena de la pel·lícula Queimada que fa referència a l'heroi nacional nicaragüenc José Dolores Estrada.

## Col·laboracions
Entre els col·laboradors destacats de Jacobin, es troben Slavoj Žižek, Ianis Varufakis, Hilary Wainwright, Kareem Abdul-Jabbar, Jeremy Corbyn i Pablo Iglesias. Sunkara considera que «tots els nostres col·laboradors encaixen dins d'una àmplia tradició socialista», assenyalant que la revista publica de vegades articles de liberals i socialdemòcrates, però que aquests articles estan escrits des d'una perspectiva que és coherent amb la visió editorial de la revista, afirmant que «podríem publicar un article d'un liberal que advoca per la sanitat de pagament únic, perquè està demanant la desmercantilització d'un sector, i com creiem en la desmercantilització de tota l'economia, encaixa». Pel que fa a la procedència sociològica dels col·laboradors, Sunkara va reconèixer que la majoria són menors de 35 anys i va afirmar que «hi ha força estudiants de postgrau i joves professors».

## Ideologia
Jacobin ha estat descrita com socialista democràtica, socialista i marxista. El 2013, Max Strasser va escriure al New Statesman que Jacobin pretén «prendre el mantell del pensament marxista de Ralph Miliband i una línia similar del socialisme democràtic». Segons un article publicat el 2014 pel Nieman Journalism Lab de la Universitat Harvard, Jacobin és una revista de «pensament socialista democràtic».
El gener de 2013, The New York Times va publicar un perfil de Sunkara, comentant l'inesperat èxit de la publicació i el seu compromís amb el liberalisme estatunidenc dominant. En un article d'octubre de 2013 a Tablet, Michelle Goldberg va descriure Jacobin com a part del renaixement de l'interès pel marxisme entre els joves intel·lectuals.
En una entrevista de 2014 publicada a New Left Review, Sunkara va enumerar una sèrie d'influències ideològiques de la revista, incloent Michael Harrington, a qui va considerar com «massa infravalorat com a divulgador del pensament marxista»; Ralph Miliband i Leo Panitch que van ser influenciats pel trotskisme; teòrics de la tradició eurocomunista; i «radicals de la Segona Internacional», com Vladimir Lenin i Karl Kautsky. L'abril de 2016, el filòsof estatunidenc Noam Chomsky va qualificar la revista com «una llum brillant en temps foscos».
En un article publicat el març de 2018 a Weekly Worker, Jim Creegan va destacar la militància de diversos dels editors i escriptors de la revista als Socialistes Democràtics d'Amèrica (DSA), descrivint a Jacobin com «el més semblant a una publicació insígnia de l'esquerra del DSA», a la vegada que destacava la diversitat política dels col·laboradors, incorporant «des de liberals socialdemòcrates fins revolucionaris declarats». També va assenyalar el rebuig a l'anticomunisme de la línia editorial, el seu escepticisme respecte a la possibilitat que el Partit Demòcrata es transformi en un moviment socialdemòcrata mitjançant la pressió interna, advocant en canvi per la formació d'un partit obrer independent de masses; la crítica als partits de la Internacional Socialista, que han estat els responsables de la imposició de les polítiques d'austeritat neoliberals; i la convicció que el model nòrdic de socialdemocràcia és, en última instància, inviable, i que l'única alternativa al capitalisme seria que els moviments obrers i socialistes militants lluitessin per substituir el capitalisme pel socialisme.